# Loures
Loures este un oraș în Districtul Lisabona, Portugalia.